# Esclavas del Santísimo Sacramento y de la Inmaculada
La Congregación de Esclavas del Santísimo Sacramento y de la Inmaculada es una congregación religiosa católica femenina de vida contemplativa y de derecho pontificio, fundada por la religiosa española María Rosario del Espíritu Santo, en Málaga, el 24 de febrero de 1944. A las religiosas de este instituto se les conoce popularmente como Esclavas del Santísimo y posponen a sus nombres las siglas A.S.S.I

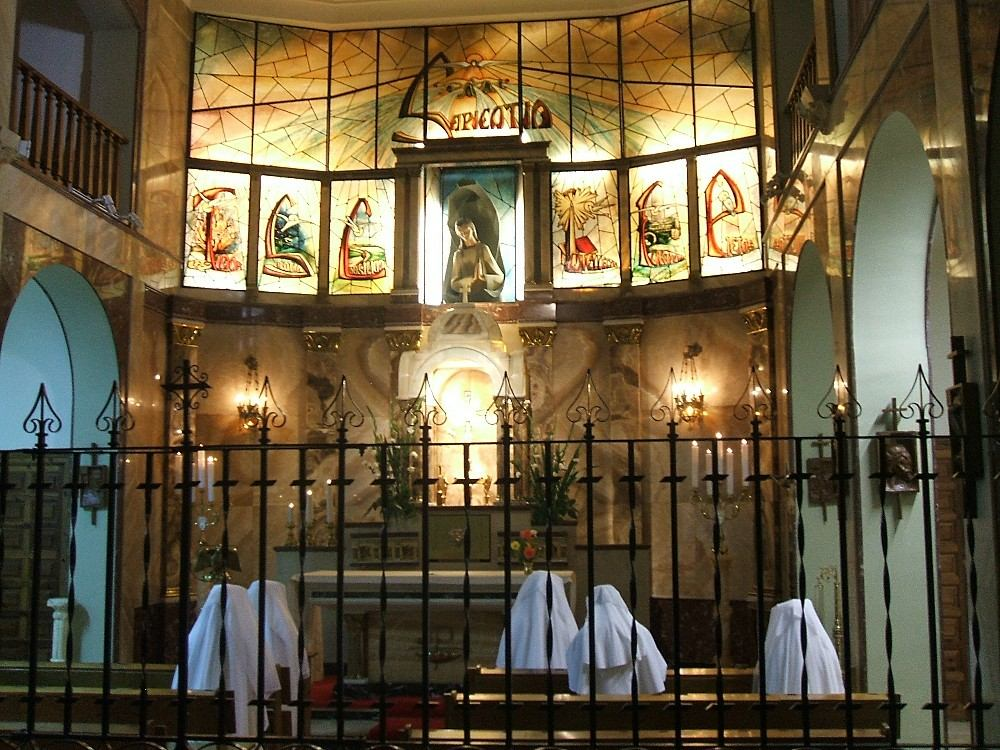
Esclavas del Santísimo Sacramento de Cuenca, en adoración perpetua a la Eucaristía.

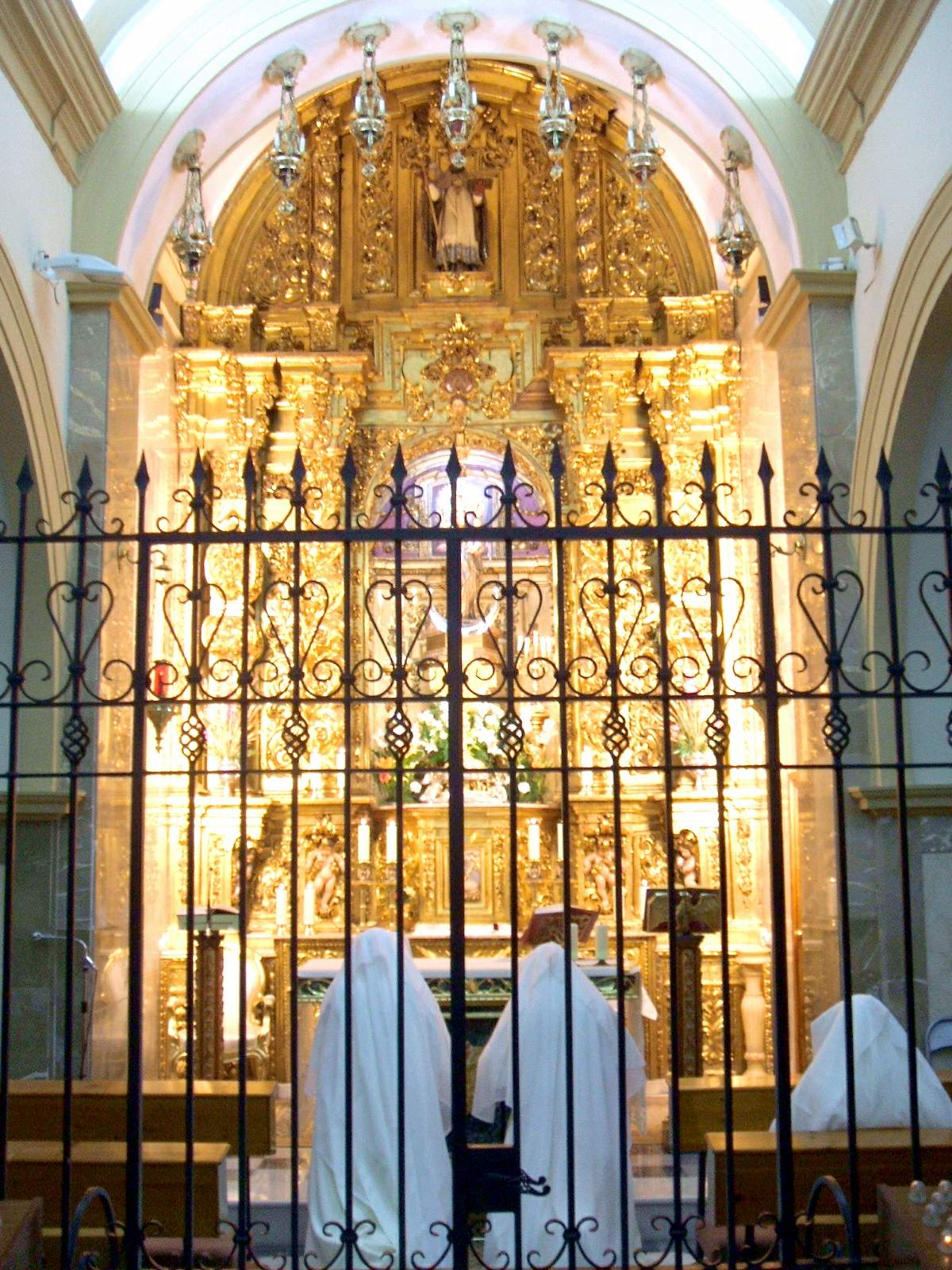
Esclavas del Santísimo Sacramento de Jaén.

## Historia
La religiosa española María Rosario Lucas Burgos, de las Hermanas de la Sagrada Familia de Burdeos, con la ayuda del sacerdote jesuita José Antonio de Aldama y Pruaño, decidió retirarse de su congregación y dar vida a un nuevo instituto el 24 de febrero de 1944, con el fin de dedicarse a la adoración perpetua del Santísimo Sacramento. Dicho instituto fue erigido canónicamente como congregación de derecho diocesano, por el arzobispo de Granada, en 1948, con el nombre de Esclavas del Santísimo Sacramento y de la Inmaculada.
Estando en vida la fundadora, el instituto fundó nueve comunidades en España, Málaga, Cuenca, Cáceres, Gerona, Salamanca, Orense, Jaén, Ferrol y la última de ellas, Córdoba (1959), donde estableció la casa general. La aprobación pontificia le fue concedida el 31 de mayo de 1989.

## Organización

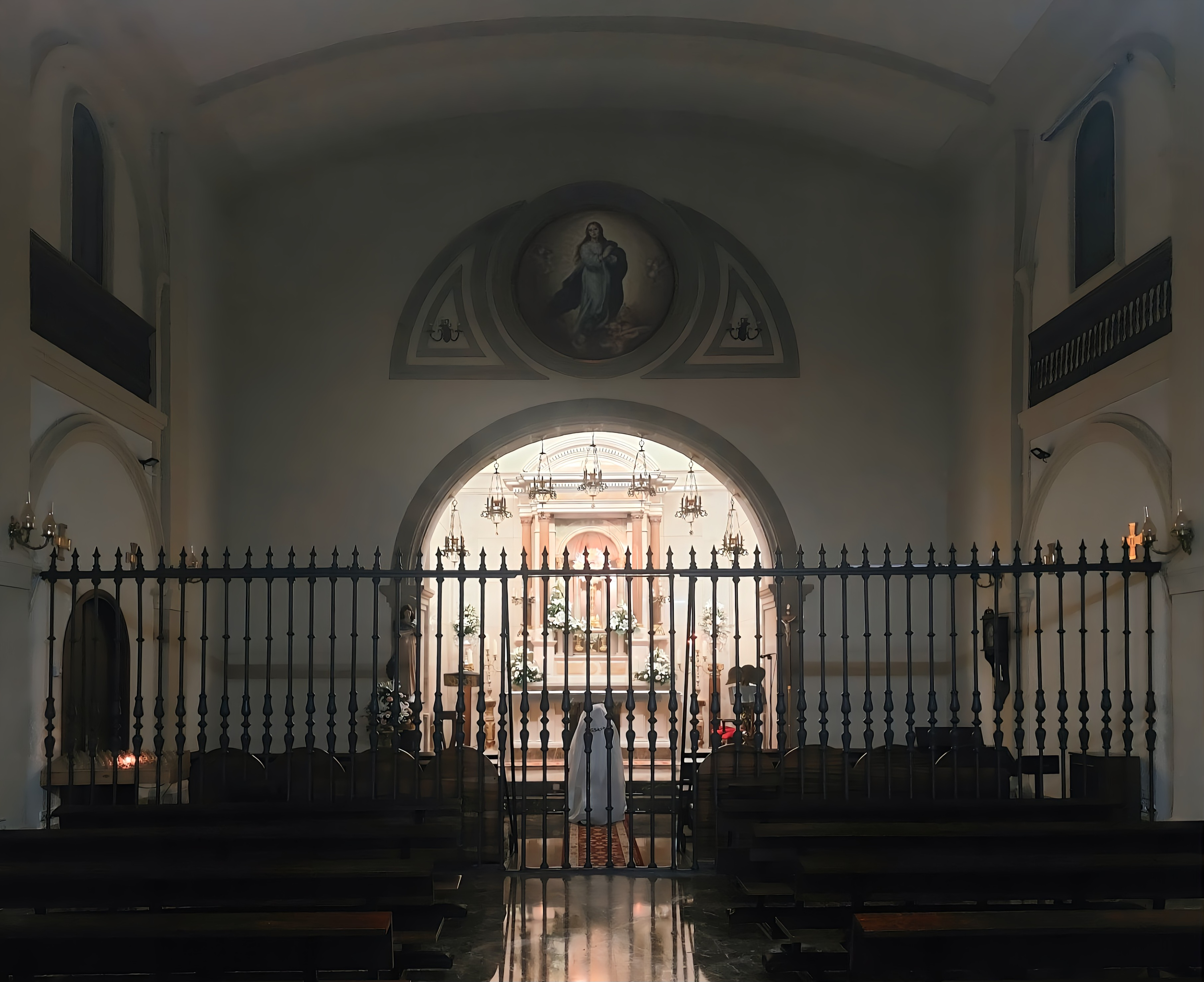
Esclavas del Santísimo Sacramento de Orense.

La Congregación de Esclavas del Santísimo Sacramento es un instituto religioso centralizado, de derecho pontificio, cuyo gobierno recae en la Superiora general, coadyuvada por su consejo. El gobierno es elegido para un periodo de seis años. La casa general se encuentra en Córdoba (España).
Las esclavas del Santísimo Sacramento se dedican a la vida contemplativa, en sus monasterios se realiza la adoración perpetua a Jesús, en la Eucaristía. Para sus sostenimiento, confeccionan ornamentos litúrgicos. Su espiritualidad es fundamentalmente eucarística y tienen como devociones propias al Espíritu Santo, al Sagrado Corazón de Jesús y a la Inmaculada Concepción. Tienen como lema: «Que no esté nunca solo el Señor».
En 2015, el instituto contaba con unas 194 religiosas y 17 comunidades, presentes en España, Guatemala, Perú y Puerto Rico.
Sin embargo en 2016 y 2018 tuvo lugar una reestructuración de su organización, reduciendo a 15 el número de comunidades, cerrando las casas de Burriana (Castellón) y Salamanca.